# Chromocryptus vandykei
Chromocryptus vandykei är en stekelart som beskrevs av Henry Keith Townes, Jr. 1962. Chromocryptus vandykei ingår i släktet Chromocryptus och familjen brokparasitsteklar. Inga underarter finns listade i Catalogue of Life.